# Pilota de vent

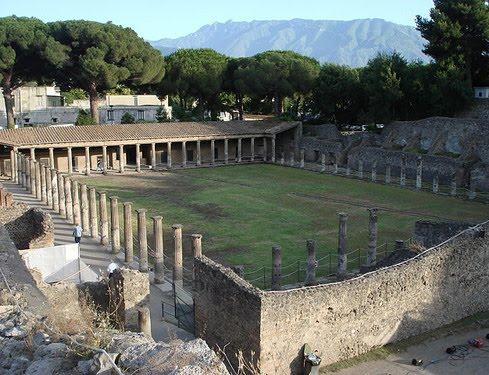
Gimnàs de l'Antiga Grècia

Una pilota de vent, (terme emprat els segles XV i XVI a Espanya i Italia), era una pilota buida, que s'inflava amb aire a pressió, que li permetia botar i rebotar en impactar amb certa velocitat contra un cos sòlid. L'ús típic de les pilotes de vent va ser per jugar a diferents jocs de pilota d'aquell temps.
Avui dia, encara que moltes de les pilotes actuals estan inflades amb aire, la denominació moderna se simplifica en "pilota", prescindint del sistema adoptat en la seva fabricació.

## Història

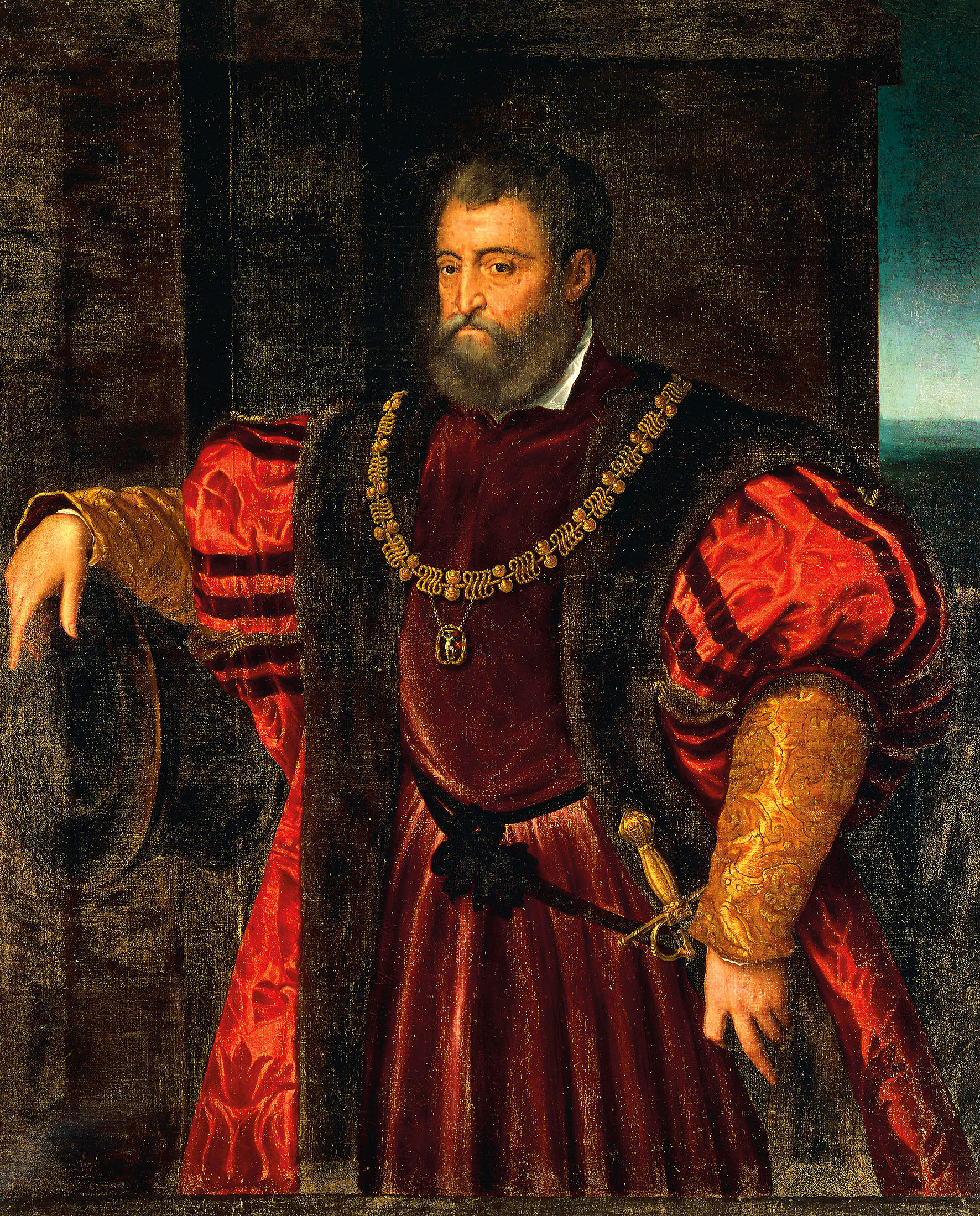
Retrat dAlfons d'Este atribuït a Bastianino. Antonio Scaino li va dedicar la seva obra sobre el joc de pilota.

Hi han estudis que tracten aquest tema amb certa profunditat, citant nombrosos documents d'autors famosos (Alfons X de Castella - que va prohibir el joc de pilota, amb pena de presó, Erasme de Rotterdam, Rabelais, Calderón de la Barca, Baltasar de Castiglione, Antonio Scaino da Salò…).
Els grecs clàssics jugaven a pilota però no està documentat que usessin pilotes de vent tot i que sembla probable.
En època de l'imperi romà hi havia pilotes de vent. Les més grans s'anomenaven “follis” i les més petites “follicis”. La cambra d'aire es feia de bufetes d'animals. Molt sovint de la bufeta urinaria del porc.
Esmentant el joc de pilota mesoamericà (concretament el mexicà) els cronistes comparaven les pilotes indígenes massisses de cautchú amb les europees plenes d'aire.
Un dels testimonis més importants, pel que fa als detalls, és el de Lluís Vives (1493-1540). Vives escrigué una comparació entre el jeu de paume (jugat amb pilotes dures i raquetes amb encordat de budell) i el nostre joc de pilota (semblant al de la pilota valenciana actual i jugat amb "pilotes de vent". colpejades amb el palmell de la mà).
En aquest testimoni, Joan Lluís Vives parla del jeu de paume comparant les cordes de les raquetes d'aquell joc que es jugava a Paris, amb els bordons de budell de la sisena corda de la guitarra. Les exigències d'una raqueta de tennis pel que fa a l'encordat determina que les cordes de budell d'animal siguin molt adequades per a aquest ús.
Segons un llibre de 1840, a Barcelona hi havia un local per a "jocs de pilota". No queda clar quina mena de joc o jocs s'hi jugaven.
L'arribada del cautxú i el descobriment de polímers sintètics de propietats similars permeteren una millora en les prestacions de les pilotes de molts jocs i esports.

## Joan Lluís Vives i lapilota de vent
Ja al segle xvi l'erudit valencià Joan Lluís Vives en els seus Diàlegs compara les maneres de jugar a París i a València per acabar concloent que, llevat d'unes petites diferències, les regles eren les mateixes. Tres personatges, Borja, Cavanilles i Centelles (que ha tornat de París) conversen així:
 Borja: Que n'hi ha a França de jochs públics, com los nostres?
Centelles: De tota França no'n puch parlar. A París, en fet de jochs públics no hi ha; de privats, n'hi ha molts...
Borja: Jugan igual que per aquí?
Centelles: No hi ha gayre diferència...
Cavanilles: A França y a Bèlgica jugan sobre paviments enrajolats plans y llisos.
Borja: Ab quina mena de pilotes jugan?
Centelles: Casi may ab pilotes de vent, com aquí, sinó ab unes pilotes una mica més petites, y molt més dures, de cuyro blanch. La borra no és com en les vostres de pellussa de drap, és de pèl de goç y per tal motiu, jugan rarament ab la palma de la mà.
Borja: Donchs com percuteixen la pilota? ab lo puny? com en les de vent?
Centelles: No, ab una pala.
Borja: Feta de fil?

## Antonio Scaino i la seva obra sobre el joc de pilota
A instàncies d'Alfons d'Este, Antonio Scaino da Salò (capellà, teòleg i literat) va escriure una obra molt notable sobre el joc de pilota.
Amb referència amb les pilotes de vent, va descriure amb detall la forma de la bufeta i del tubet i una mena de vàlvula antiretorn (o de retenció) a base d'estopa, que permetia inflar la pilota amb una manxa adequada molt semblant a les actuals. També esmentava el costum d'afegir una mica de vi a l'interior de la cambra perquè les pilotes mantiguessin l'esperit (la seva elasticitat) més temps.
El sistema de "vàlvula antiretorn" emprat amb la bufeta urinària comparat amb el de les pilotes de vent fou descrit per Juan Valverde de Amusco i "Fray Luís de Granada".

## Fabricació
L'element bàsic de les pilotes de vent era la bufeta d'un animal. La seva superfície externa es revestia amb cuir i un cop recoberta la bufeta s'omplia amb aire a pressió inflant-la amb una manxa.